# Авария Ан-24Б в Ржевке
Авария Ан-24 в Ржевке — авиационная авария, произошедшая ночью вторника 13 января 1976 года близ аэропорта Смольное. Авиалайнер Ан-24Б Кировского ОАО предприятия «Аэрофлот» выполнял плановый пассажирский рейс по маршруту Рига — Ковалёво — Киров, но при заходе на посадку в Ковалёвском аэропорту Смольное лайнер снизился значительно ниже глиссады. Вскоре лайнер зацепил верхушки деревьев, после чего упал в Ржевский лесопарк. Никто из 44 человек на борту — 39 пассажиров и 5 членов экипажа — не погиб, ранения получили 28 человек.

## Самолёт
Ан-24Б с бортовым номером СССР-47280 (заводской номер — 07306410) был выпущен 21 октября 1970 года, на момент аварии 5-летний лайнер имел налёт 11 711 часов и 8 920 циклов «взлёт-посадка».

## Хронология событий
13 января 1976 года из Рижского аэропорта Спилве с 39 пассажирами и 5 членами экипажа вылетает Ан-24Б борт СССР-47280 Кировского авиаотряда, летящий из Риги в Киров с промежуточной остановкой в Ковалёве, на борту находилось 140 кг груза. Полётный вес и центровка самолёта не выходили за установленные пределы.
К моменту захода на посадку фактическая погода на аэродроме была: облачность 8 баллов, нижняя кромка 75 м, видимость 3500 м, что давало право экипажу выполнять снижение и заход по схеме до высоты принятия решения, равной 100 м.
Заход на посадку производился ночью по системе ОСП с магнитным курсом 57°, посадочный радиолокатор в аэропорту Смольное отсутствовал. Самолёт прошел ДПРМ на высоте 235 м, вместо установленной 270 м. В дальнейшем, снизившись до высоты 100 м и не установив визуального контакта с огнями подхода, экипаж, вместо того, чтобы он ушёл на второй круг, продолжал безрассудно снижаться с вертикальной скоростью до 8-10 м/с с целью выхода на визуальный полёт. В результате самолёт, не долетев 1700 м до БПРМ (2700 м от ВПП), столкнулся с верхушками деревьев на высоте 18-20 м. Второе столкновение с деревьями произошло в 1 200 м от БПРМ (2200 м от торца ВПП). Самолёт упал в лес в 2165 м от торца ВПП и получил значительные повреждения. В аварии пострадали 28 человек — все 5 членов экипажа и 23 пассажира получили ранения.

## Расследование
Предполетная и предпосадочная подготовки экипажем проводились неудовлетворительно. Командир воздушного судна (налет в должности на Ан-24 620 часов) не знал схемы захода на посадку, место расположения ДПРМ и высоту его пролета. При достижении высоты принятия решения 100 м и получении сигнала «ОПАСНАЯ ВЫСОТА» не прекратил снижения, а установил задатчик на высоту 50 м и при срабатывании сигнализации на высоте 50 м — отключил ее, продолжая снижение.
Перед выполнением четвертого разворота диспетчер круга не передал экипажу уточненные данные погоды, чем нарушил требования п.6.6.2 НПП ГА-71.
Метеонаблюдатель, находившийся на БПРМ в данный день, не имел прямой громкоговорящей связи с диспетчером круга ввиду ее неисправности.

### Окончательный отчёт расследования
Причиной летного происшествия явилось нарушение экипажем минимума погоды и установленной схемы захода на посадку, выразившееся в преждевременном снижении на посадочной прямой.